# Spike Jonze
Spike Jonze, vlastním jménem Adam H. Spiegel (* 22. října 1969 Rockville, Maryland), je americký filmový režisér, producent a herec.
Jako student se věnoval závodům na BMX a skateboardu. Stal se předním fotografem zaměřeným na tuto subkulturu a v roce 1991 o ní natočil svůj první krátkometrážní film Video Days. Byl jedním ze zakladatelů firmy Girl Distribution Company a lifestylového časopisu Dirt.
Režíroval videoklipy pro skupiny Beastie Boys, Weezer, R.E.M., The Chemical Brothers, The Breeders a Pavement. Za klip k písni Fatboy Slima „Weapon of Choice“ získal v roce 2002 Cenu Grammy. Jako kameraman se podílel na koncertním záznamu Tell Me What Rockers to Swallow. Natočil krátké hudební filmy Bylo, nebylo s Kanye Westem a Scény z předměstí s kapelou Arcade Fire. V roce 2020 měl premiéru jeho dokumentární film Příběh Beastie Boys.
Byl spoluautorem pořadu televize MTV Jackass a natáčel reklamy na Wrangler, Sprite a Volvo. V dokumentu Amarillo by Morning zobrazil jezdce rodea. Jako herec se objevil ve filmech Hra, Tři králové a Vlk z Wall Street a seriálech The Increasingly Poor Decisions of Todd Margaret a Girls. Působí ve společnosti Vice Media a byl jedním z producentů filmu Diny Amer Jsi jako já.
Jeho prvním hraným filmem byla v roce 1999 fantastická komedie V kůži Johna Malkoviche. V roce 2002 natočil psychologické drama Adaptace podle scénáře Charlie Kaufmana, kde hraje Nicolas Cage scenáristu procházejícího tvůrčí krizí. Dětský film Max a maxipříšerky (2009) vznikl podle knihy Maurice Sendaka. V roce 2013 natočil podle vlastního scénáře film Ona s Joaquinem Phoenixem a Scarlett Johansson v hlavních rolích. Příběh o muži zamilovaném do virtuální asistentky získal Zlatý glóbus a Oscar za nejlepší původní scénář.
Jeho manželkou byla v letech 1999 až 2003 režisérka Sofia Coppola.